# Coronilla glauca
Coronilla glauca, comummente conhecida como sena-do-reino, é uma espécie de planta com flor pertencente à família das fabáceas e ao tipo fisionómico dos fanerófitos.
A autoridade científica da espécie é L., tendo sido publicada em Centuria I. Plantarum ... 23. 1755.

## Nomes comuns
Além de «sena-do-reino» esta espécie dá ainda pelos seguintes nomes comuns: serra-do-reino e pascoinhas (nome que partilha com a espécie coronilla scorpioides e a subespécie Coronilla repanda subsp. dura).

### Etimologia
Quanto ao nome científico desta espécie:
- O nome genérico, Coronilla, provém do latim, tratando-se do diminutivo do étimo cŏrōna[6] (coroa; grinalda), significando, por isso, «coroazinha; grinaldazinha».[7]
- O epíteto específico, glauca[8], também provém do latim, tratando-se de uma declinação do étimo, glaucus, e significa «verde-acinzentado; azul-cerúleo».[9]

O nome comum, «pascoinhas», é alusivo à Páscoa, festividade que coincide, grosso modo, com a  altura do ano em que esta espécie floresce..

## Descrição
Esta espécie trata-se de um arbusto glabro de folha permanente.
Caracteriza-se pelos caules cilíndricos e erectos, que podem alcançar até 150 centímetros de alta, de feitio erecto, maciços, com entrenós curtos, densamente ramificados e de coloração acastanhada.
Do que toca às folhas, são pecíoladas, com 2 a 3 pares de folíolos. Os folíolos são pecíolados e de formato mais ou menos obovado, encontrando-se truncados no ápice. Têm a margem escamosa, sendo que, por vezes, o folíolo terminal pode ser maior que os folíolos laterais.
Conta com estípulas têm um formato que alterna entre o lanceolada e o elíptico-lanceolado. São membranosas, mais ou menos amplexicaules (abraçam o caule), amiúde aparecem soldadas entre si e são caducas.
Relativamente às inflorescências, estas exibem entre 4 a 13 flores, contando com um pedúnculo que pode ser 1 a 2 vezes mais comprido do que a folha que lhe corresponde. O pedúnculo é de formato cilíndrico.
Quanto às bractéolas podem medir até 0,4 milímetros e são geralmente caducas. As flores têm o seu próprio pedicelos, que pode medir entre 2,6 a 5 milímetros, é que é geralmente maior do que o cálice.
O cálice, por seu turno, mede entre 2,8 milímetros e 4,2 milímetros. É mais ou menos papiloso e conta com um lábio superior maior do que o inferior. O lábio inferior é serrilhado, com dentes de 0,3 a 0,5 milímetros de largura por 0,6 a 0,8 milímetros de comprimento.
A corola é de cor amarela.

## Distribuição
Marca presença em grande parte da orla mediterrânica, abarcando o Sul de França e costa Albanesa, a Leste, e incluindo quase toda a Península Ibérica e as Ilhas Baleares, a Oeste.

### Portugal
Trata-se de uma espécie presente no território português, nomeadamente em Portugal Continental e no Arquipélago da Madeira.
Em termos de naturalidade é nativa de Portugal Continental de introduzida no Arquipélago da Madeira. Em Portugal Continental, marca presença em quase todas as zonas, exceptuando-se as do Nordeste, Noroeste, Terras Quente e Fria Transmontanas, Centro-Norte, ambas as zonas do Centro-Leste, Sudoeste Montanhoso, Sotavento Algarvio e ilhas Berlengas.

### Ecologia
Trata-se de uma espécie rupícola que medra em moitas mediterrânicas, clareiras e orlas de matagais ribeirinhos, barrancos sombrios, encostas marinhas e bosques esclerófilos.
Privilegia solos de substracto pedregosos de substracto calcário.
Também costuma ser usada como espécie ornamental, amiúde na colonização de taludes de estradas.

## Protecção
Não se encontra protegida por legislação portuguesa ou da Comunidade Europeia.